# Leptotes (lépidoptère)
Pour les articles homonymes, voir Leptotes.
Genre
Leptotes est un genre pantropical de lépidoptères (papillons) de la famille des Lycaenidae et de la sous-famille des Polyommatinae.

## Taxonomie
Le genre Leptotes a été décrit par l'entomologiste américain Samuel Hubbard Scudder en 1876.
Son espèce type est Lycaena theonus Lucas, 1857, qui est actuellement considérée comme une sous-espèce de Leptotes cassius,.
Il existe plusieurs synonymes juniors subjectifs,, :
- Cyclyrius Butler, [1897] — (espèce type : Polyommatus webbianus Brullé, 1839)
- Syntarucus Butler, [1901] — (espèce type : Papilio telicanus Lang, 1789)
- Syntarucoides Kaye, 1904 — (espèce type : Papilio cassius Cramer, [1775])
- Langia Tutt, 1906 — (espèce type : Papilio telicanus Lang, 1789 ; nom préoccupé)
- Raywardia Tutt, [1908] — (nom de remplacement du précédent)

## Phylogenèse
Une étude de phylogénétique moléculaire publiée en 2019 a montré que le genre Leptotes est monophylétique à condition de désigner Cyclyrius Butler, [1897] (genre qui contenait L. webbianus et L. mandersi,) comme un synonyme junior. Elle a conclu que le genre Leptotes ainsi élargi est apparu entre l'Éocène tardif et l'Oligocène précoce, puis s'est diversifié et dispersé dans tout l'hémisphère sud durant le Miocène en traversant notamment des océans.

## Noms vernaculaires
En anglais, les Leptotes sont appelés les Zebra Blues,.

## Liste des espèces et distributions géographiques
Le genre Leptotes comporte, en fonction des sources, entre 24 et 32 espèces,,,, qui peuplent plusieurs continents et écozones :
- Espèces afrotropicales et paléarctiques :
  - Leptotes adamsoni Collins & Larsen, 1991 — au Kenya.
  - Leptotes babaulti (Stempffer, 1935) — en Afrique subsaharienne.
  - Leptotes brevidentatus (Tite, 1958) — en Afrique subsaharienne et en Arabie.
  - Leptotes casca (Tite, 1958) — aux Comores.
  - Leptotes cassioides (Capronnier, 1889) — en République démocratique du Congo — statut douteux[8].
  - Leptotes durrelli Fric, Pyrcz & Wiemers, 2019 — à Madagascar et aux Mascareignes — récemment scindée de Leptotes pirithous[4].
  - Leptotes jeanneli (Stempffer, 1935) — en Afrique subsaharienne.
  - Leptotes mandersi (Druce, 1907) — à l'île Maurice.
  - Leptotes marginalis (Stempffer, 1944) — en Afrique de l'Est.
  - Leptotes mayottensis (Tite, 1958) — aux Comores.
  - Leptotes pirithous (Linnaeus, 1767) — l'Azuré de la luzerne — en Afrique, et du Sud de l'Europe à l'Himalaya.
  - Leptotes pulchra (Murray, 1874) — en Afrique subsaharienne.
  - Leptotes pyrczi Libert, 2011 — sur l'île de Principe.
  - Leptotes rabefaner (Mabille, 1877) — à Madagascar.
  - Leptotes sanctithomae (Sharpe, 1893) — sur l'île de São Tomé.
  - Leptotes socotranus (Ogilvie-Grant, 1899) — à Socotra.
  - Leptotes webbianus (Brullé, 1839) — l'Azuré canarien — aux îles Canaries.

- Espèce indomalaise :
  - Leptotes plinius (Fabricius, 1793) — de l'Inde à l'Indonésie.

- Espèce australasienne :
  - Leptotes lybas (Godart, [1824]) — de l'Indonésie à l'Australie — récemment scindée de Leptotes plinius[4].

- Espèces américaines (néotropicales et néarctiques) :
  - Leptotes andicola (Godman & Salvin, 1891) — en Équateur et en Colombie.
  - Leptotes bathyllos Tessmann, 1928 — au Pérou.
  - Leptotes callanga (Dyar, 1913) — au Pérou.
  - Leptotes cassius (Cramer, [1775]) — de l'Amérique du Sud au Sud des États-Unis et aux Antilles.
  - Leptotes delalande Bálint & Johnson, 1995 — en Équateur.
  - Leptotes krug Bálint, Johnston, Salazar & Velez, 1995 — en Colombie — parfois considérée comme un synonyme de Leptotes andicola.
  - Leptotes lamasi Bálint & Johnson, 1995 — au Pérou.
  - Leptotes marina (Reakirt, 1868) — de l'Amérique du Sud au Sud des États-Unis.
  - Leptotes parrhasioides (Wallengren, 1860) — aux îles Galápagos.
  - Leptotes perkinsae Kaye, 1931 — en Jamaïque.
  - Leptotes hedgesi Schwartz & Johnson, 1992 — à Cuba — parfois considérée comme une sous-espèce de Leptotes perkinsae.
  - Leptotes idealus Johnson & Matusik, 1988 — sur Hispaniola — parfois considérée comme une sous-espèce de Leptotes perkinsae.
  - Leptotes trigemmatus (Butler, 1881) — au Chili.

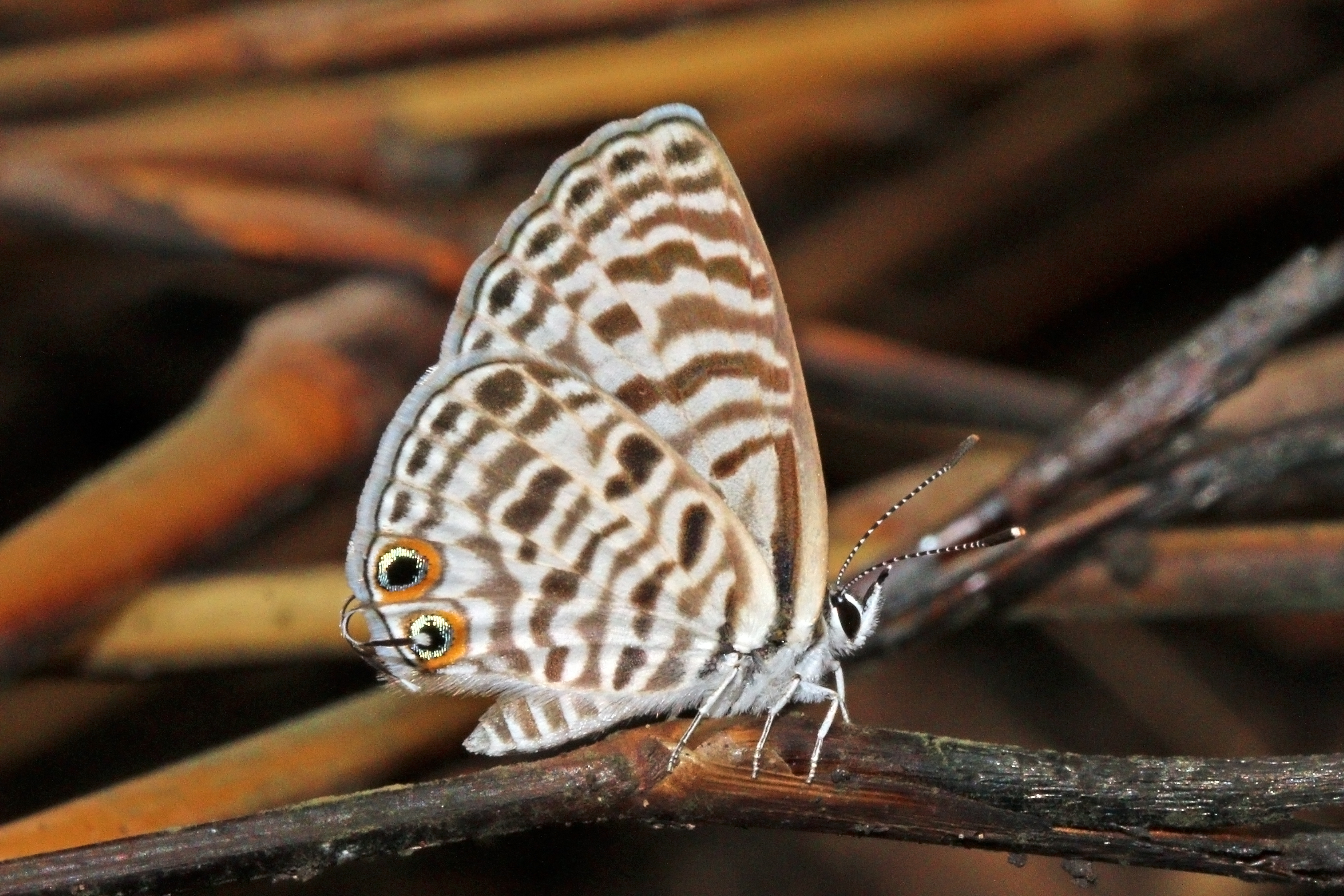
Leptotes pirithous
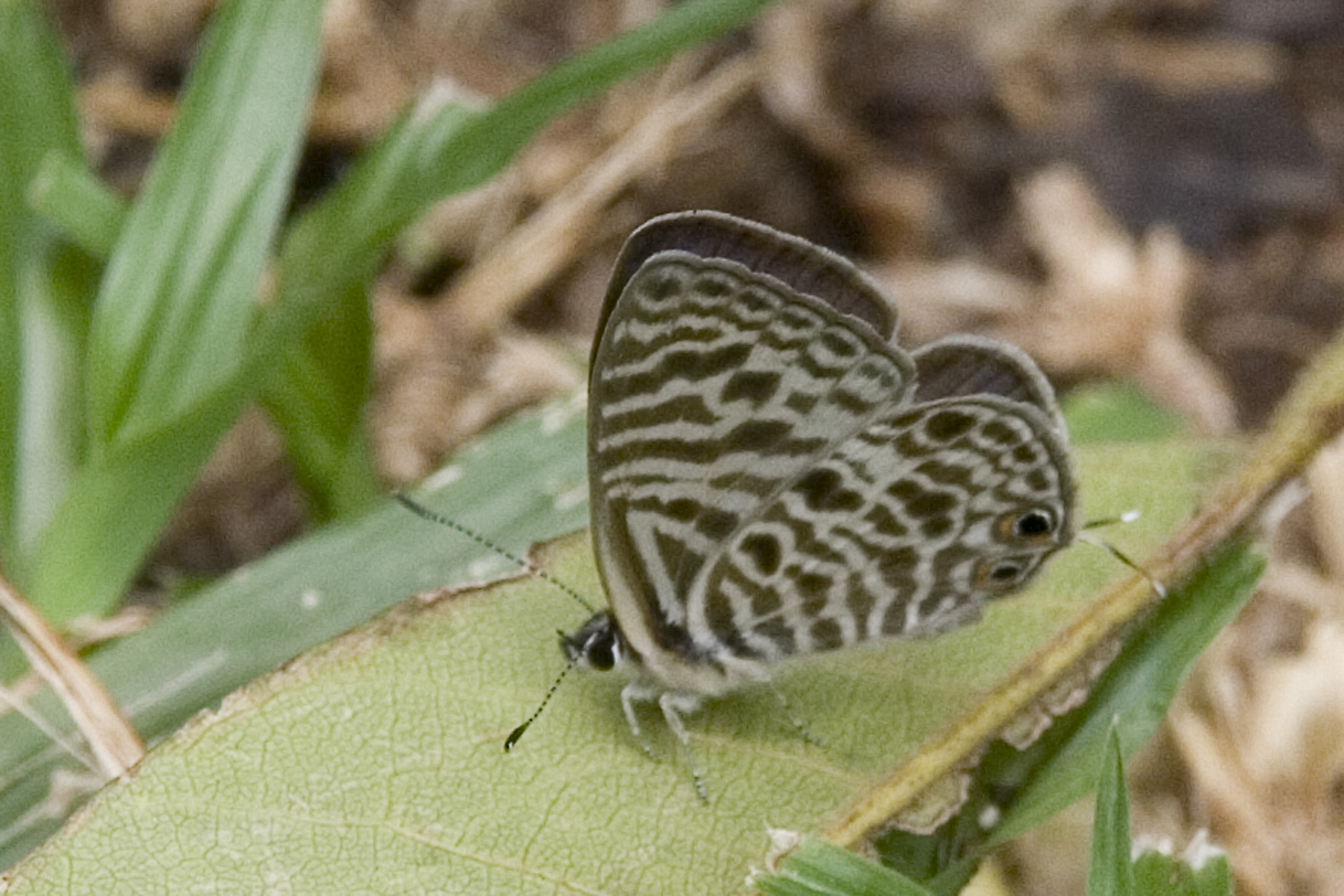
Leptotes babaulti
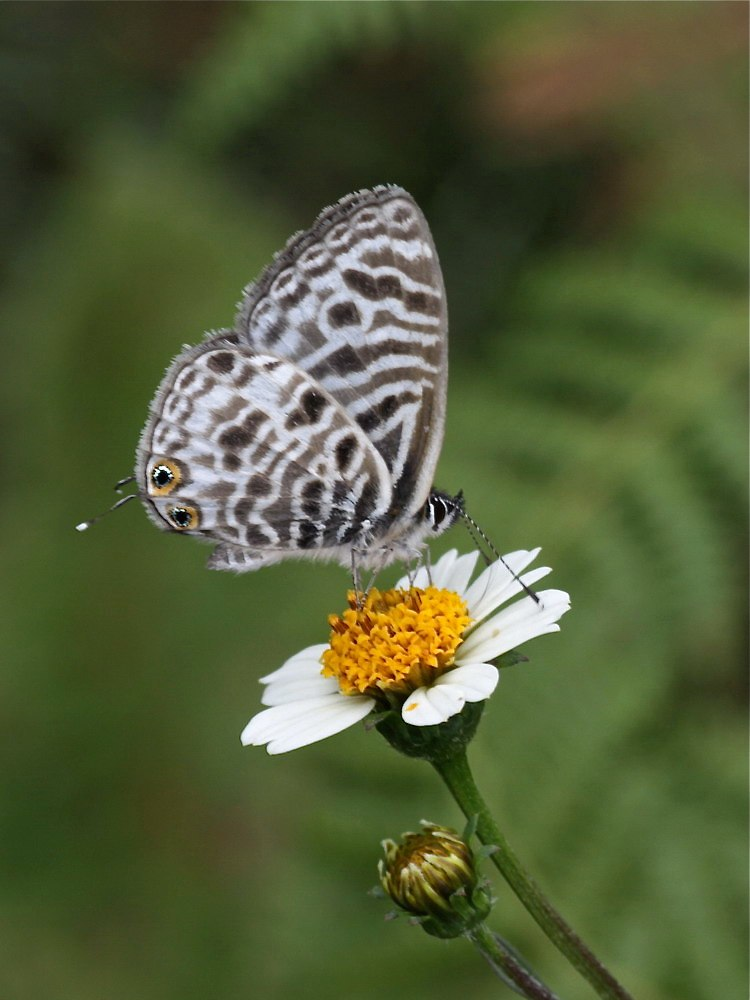
Leptotes brevidentatus
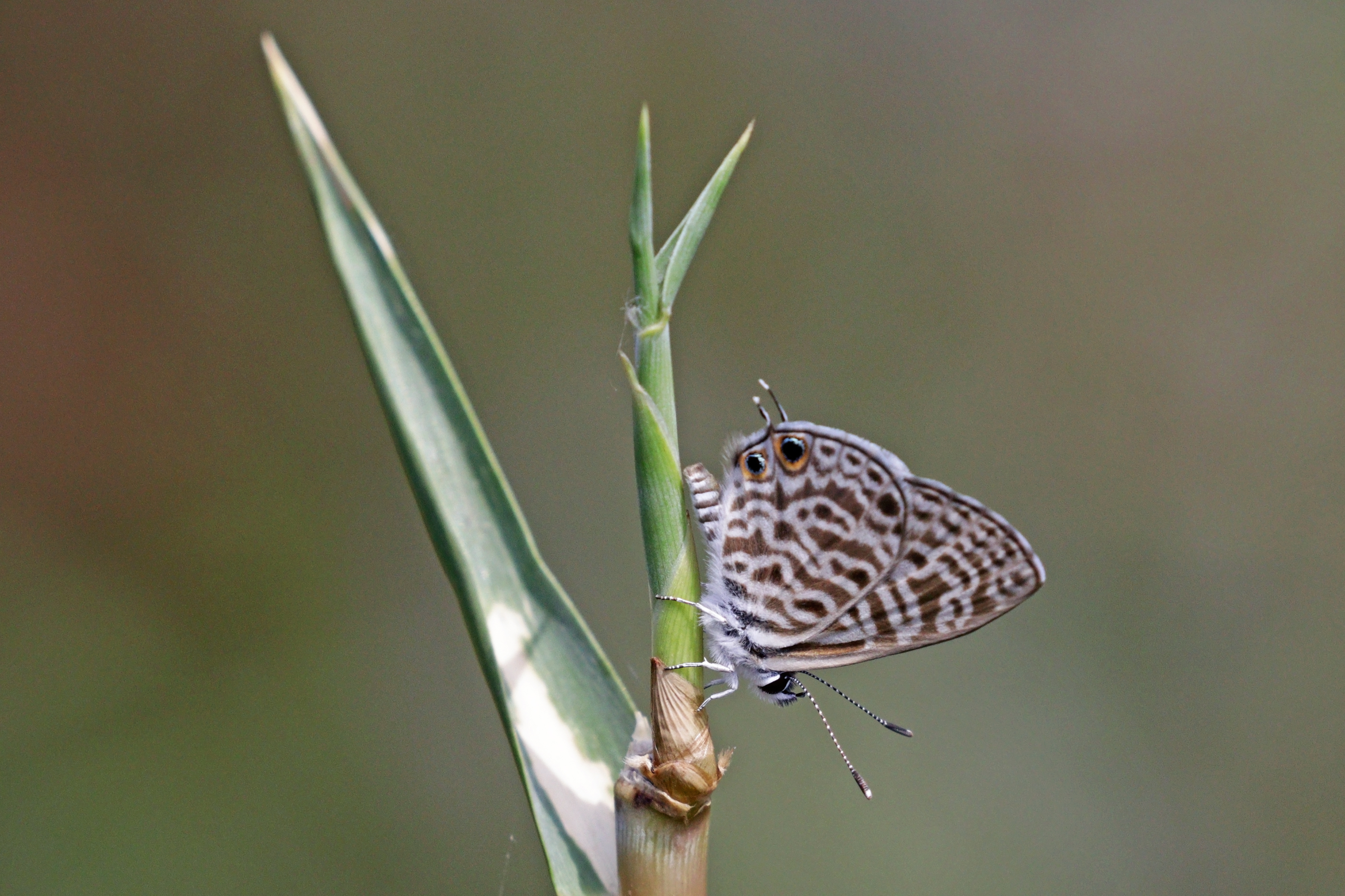
Leptotes rabefaner
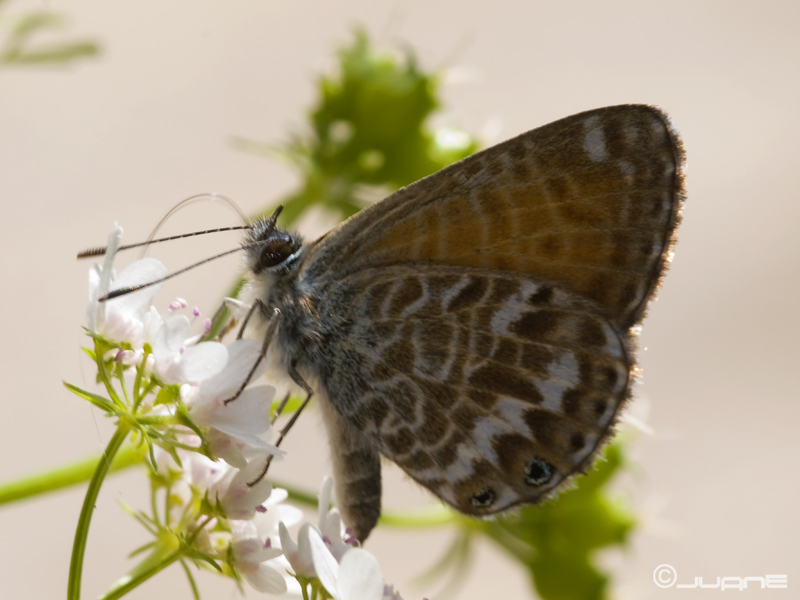
Leptotes webbianus
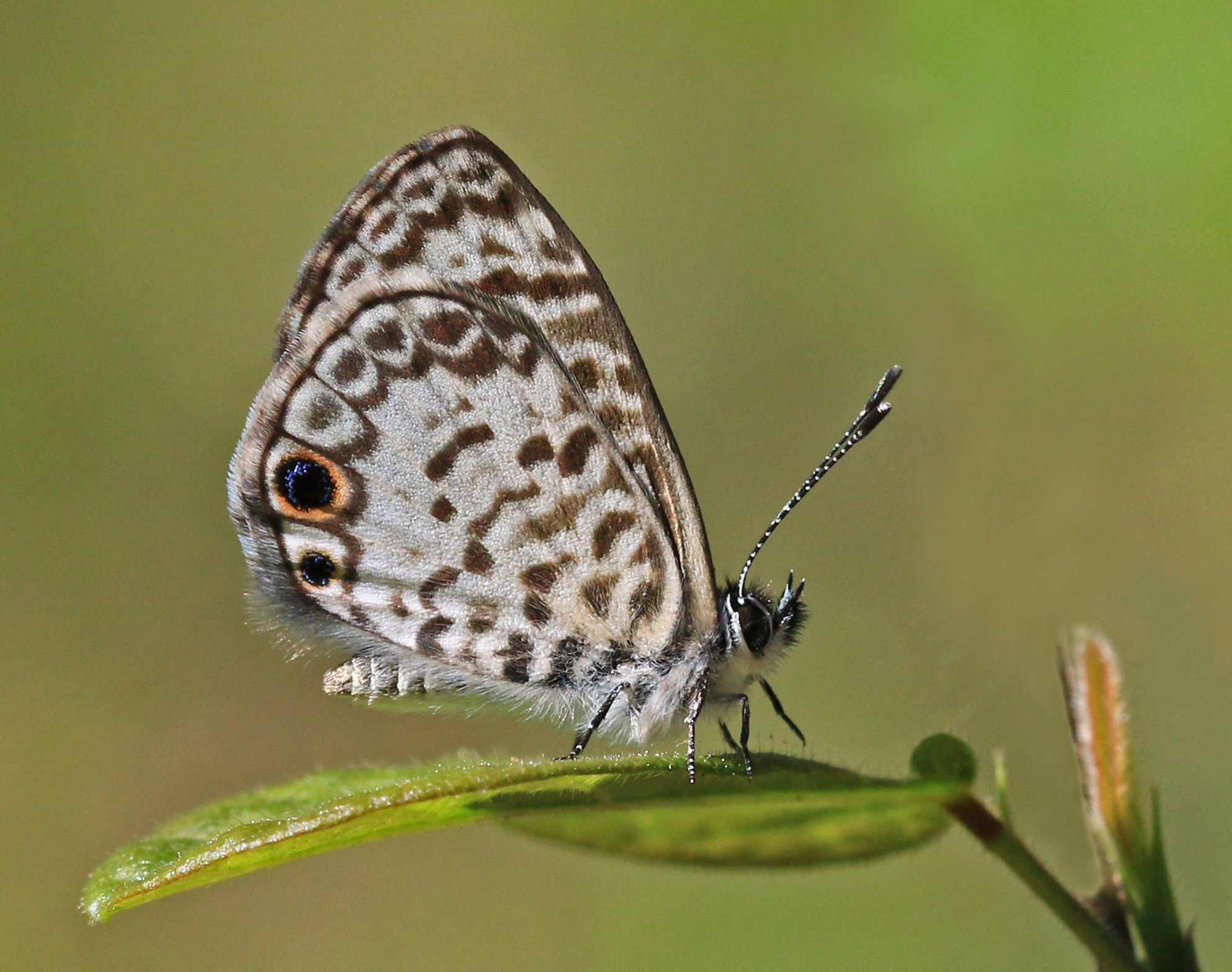
Leptotes cassius
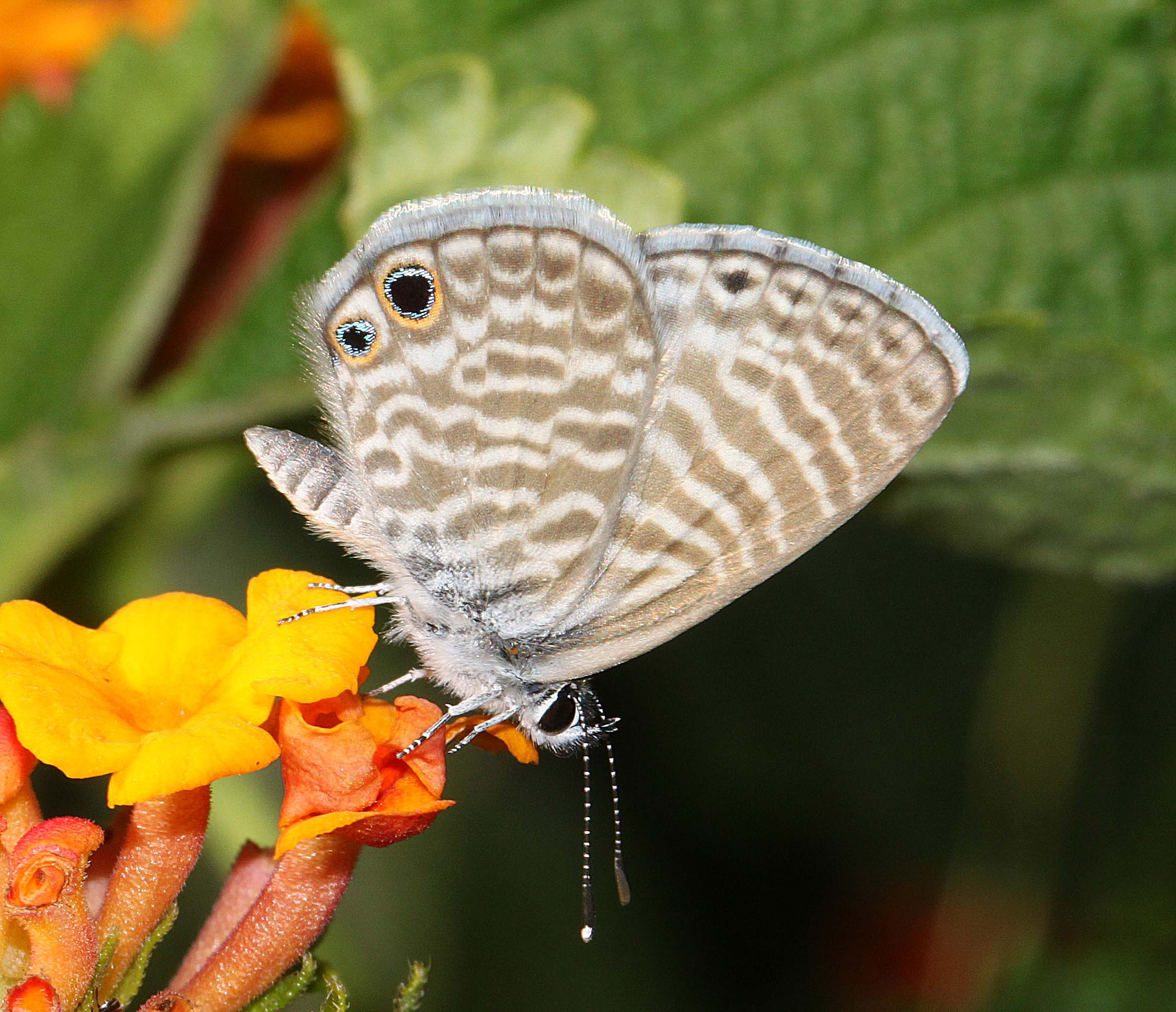
Leptotes marina
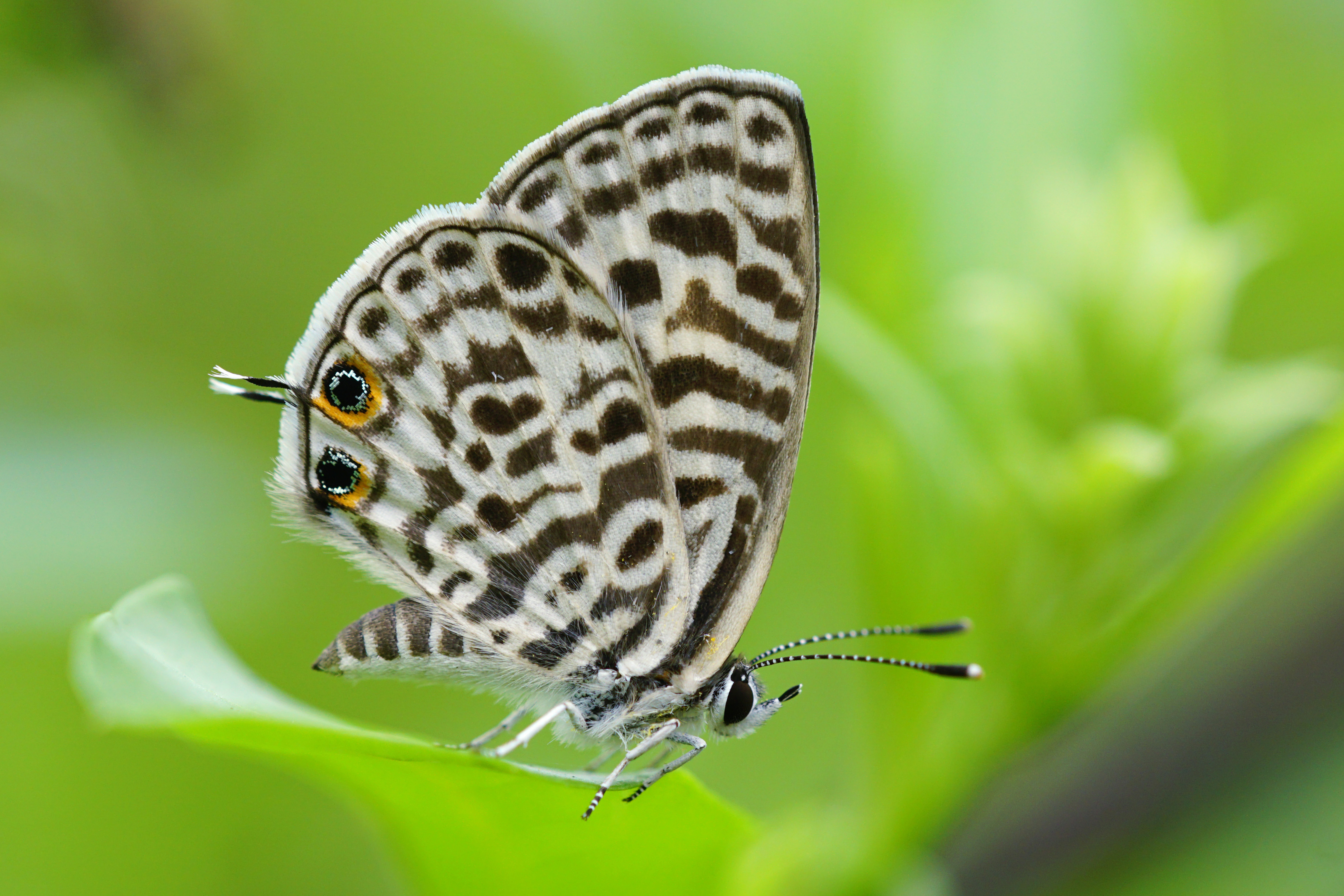
Leptotes plinius